# Drosophila neokuntzei
Drosophila neokuntzei är en tvåvingeart som beskrevs av Singh och Gupta 1981. Drosophila neokuntzei ingår i släktet Drosophila och familjen daggflugor.
Artens utbredningsområde är Indien.